# شرم کثیف
شرم کثیف (به انگلیسی: A Dirty Shame) فیلمی موزیکال در ژانر کمدی به کارگردانی و نویسندگی جان واترز محصول سال ۲۰۰۴ ایالات متحده آمریکا است. از بازیگران این فیلم می‌توان به تریسی آلمن، جانی ناکسویل، سلما بلر، کریس آیزاک، سوزان شپرد، مینک استل که در آن به ایفای نقش پرداخته‌اند، نام برد.
شرم کثیف در حال حاضر آخرین فیلم به کارگردانی واترز است؛ که به‌طور کامل در بالتیمور در جاده هارفورد، فیلمبرداری شده‌است؛ که به‌طور برجسته در فیلم به چشم می‌خورد. این فیلم در ۱۷ سپتامبر ۲۰۰۴ در بالتیمور برای اولین بار اکران گردید ولی در مجموع فروش جهانی و عملکرد ضعیف فیلم در گیشه مانع از ساخت فیلم‌های بیشتر توسط واترز شده‌است.
این فیلم در سال ۲۰۰۵ کاندید تمشک طلایی بدترین فیلم از جایزه تریلر طلایی گردید.

## داستان فیلم
«سیلویا استیکلز» به همراه همسر «واگن» و مادرش «اتل بزرگ» سوپر مارکتی در محله «هارفورد» را اداره می‌کنند. «کاپریس» با اسم هنری «اورسلا اودرزه» دختر سیلویا است؛ او که سینه‌های بزرگی دارد؛ رقصنده استریپر است و بخاطر چندین بار برهنه بودن در شهر، «پابند الکترونیک» پلیس را دارد و سیلویا که انسانی مذهبی و مقیدی است؛ علی‌رغم تمنا و درخواست طرفداران اورسلا، او را در خانه زندانی کرده‌است.
ماشین سیلیوا در راه سوپرمارکت، بنزین تمام می‌کند؛ او پیاده می‌شود تا برای رانندگان توضیح دهد، ولی اتفاقی ضربه ای به سر او وارد می‌شود. «مایک ری ری» راننده یدک‌کش و دوست دخترش «لوز لیندا» همزمان با زدن بنزین، ورود او را به گروهشان تبرک می‌گویند و به او خبر می‌دهند که دیگر نمی‌تواند جلوی غریزه جنسی خود را بگیرد. او کارت تعمیرگاه خود را به سیلویا می‌دهد و او را دعوت به مهمانی بزرگ سکس می‌کند. شب هنگام سیلویا که به شدت تمایل به رابطه جنسی دارد؛ با دزدین چند تکه لباس و کفش به مهمانی مایک می‌رود و متوجه می‌شود، او دوازدهمین نفری است که با ضربه ای که به سرشان خورده‌است، دچار اعتیاد به سکس شده‌اند؛ ولی ۱۱ نفر را ملاقات می‌کند و با داستان آنها آشنا می‌شود. او که می‌فهمد نفر آخر، کاپریس است. کاپریس را آزاد کرده و به کاباره می‌روند تا نیازهایشان را برآورده کنند. از طرفی واگن و اتل بزرگ همزمان که کمپین نجابت را راه اندازی کردند و به دنبال نجات شهر هستند؛ به دنبال سیلویا و کاپرین به کاباره می‌رسند و با ایجاد درگیری و خوردن ضربات بیشتر به سر، تعداد زامبی‌های سکس بیشتر می‌شود. سیلویا، کاپرین و گروهی، قصد اعتراف و رهایی از سکس را دارند ولی جلسه آنها توسط مایک و گروهش به هم زده می‌شود و شهر از کنترل اتل بزرگ خارج شده و تنها او که تا آخر مخالف سکس است، می‌میرد و مایک با پاچیدن اسپرم بر روی شهر، آنجا را تسخیر می‌کند.